# Anzy-le-Duc
Anzy-le-Duc – miejscowość i gmina we Francji, w regionie Burgundia-Franche-Comté, w departamencie Saona i Loara.
Według danych na rok 1990 gminę zamieszkiwało 458 osób, a gęstość zaludnienia wynosiła 18 osób/km² (wśród 2044 gmin Burgundii Anzy-le-Duc plasuje się na 490. miejscu pod względem liczby ludności, natomiast pod względem powierzchni na miejscu 269.).